# Фокус-покус 2
«Фокус-покус 2» (англ. Hocus Pocus 2) — американський комедійний фільм жахів режисера Енн Флетчер. Він став продовженням фільму 1993 року «Фокус-покус». Бетт Мідлер, Сара Джессіка Паркер та Кеті Наджімі знову виконали головні ролі. Фільм вийшов на платформі Disney+ у 2022 році.

## У ролях
- Бетт Мідлер — Вінніфред (Вінні) Сандерсон
- Сара Джессіка Паркер — Сара Сандерсон
- Кеті Наджімі — Мері Сандерсон
- Даг Джонс — Біллі Бутчерсон
- Вітні Пік — Беккі[2]
- Лілія Букінгем — Кессі[2]
- Белісса Ескобедо — Ізі[2]
- Тоні Хейл — Джефрі Траске

## Виробництво

### Розробка

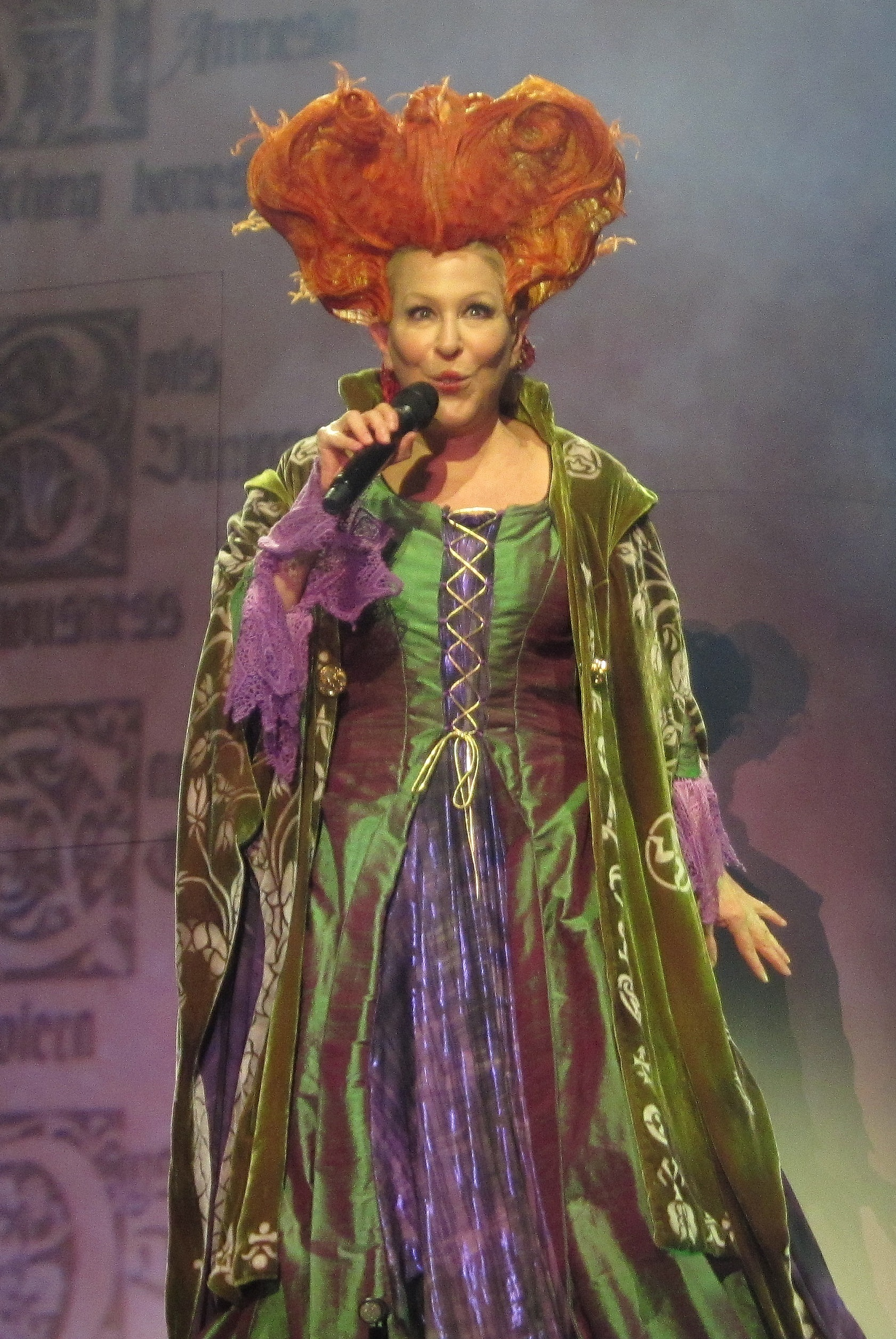
Бетт Мідлер в образі Вініфред Сандерсон у 2015 році.

У липні 2014 року було оголошено, що компанія Walt Disney розробляє фільм про відьом з Тіною Фей продюсером і головною зіркою. Проте Deadline Hollywood розвінчав чутки про те, що фільм буде продовженням «Фокусу-покусу». У листопаді 2014 року Бетт Мідлер заявила в інтерв'ю, що готова повернутися для продовження в ролі Вінніфред Сандерсон. Вона також сказала, що її колеги-зірки Сара Джессіка Паркер і Кеті Наджімі також були зацікавлені в повторенні ролей Сари та Мері Сандерсон, але підкреслили, що Disney ще не давав зелене світло якомусь продовженню, закликаючи шанувальників оригінального фільму переконати Disney зробити його. У листопаді 2015 Мідлер заявила на прес-конференції, що «після всіх цих років і всіх вимог фанатів я можу твердо сказати однозначне „ні“ у відповідь на питання про сіквел».
У червні 2016 року актор Даг Джонс згадав, що Disney розглядав продовження, і за лаштунками точилися дискусії про можливе продовження у вигляді серіалу. У жовтні 2016 року, просуваючи свій телесеріал " Розлучення ", Енді Коен Запитав Джесіку Паркер про продовження. Її відповідь була: «Я б із задоволенням. Я думаю, що ми дуже голосно говорили про те, що ми дуже зацікавлені» і вона також попросила, щоб шанувальники закликали Disney до розробки продовження. У книзі «Hocus Pocus in Focus: The Thinking Fan's Guide to Disney's Halloween Classic» автор Аарон Уоллес виділяє кілька потенційних підходів до сіквела, але зазначає, що найбільшою проблемою проєкту є інтерес студії Волта Діснея до проєктів, які обіцяють дуже високі касові збори..
У вересні 2017 року, сценарист «Фокус-покус» Мік Гарріс зізнався, що він працював над сценарієм для продовження, і що фільм може вийти для телебачення на каналах Disney Channel, Freeform або ABC. Трохи пізніше стало відомо про плани замість продовження зробити ремейк картини, до розробки сценарію було залучено Скарлетт Лейсі, тоді як творців оригінального фільму до розробки не запрошували. У наступному місяці Мідлер заявила, що їй не подобається ідея рімейку, і вона не братиме участі в ньому, незалежно від того, запропонують їй якусь роль чи ні, висловивши сумніви в тому, що у творців вдасться кастинг на її роль Вініфред Сандерсон.
У жовтні 2019 року було оголошено, що продовження розроблятиметься як ексклюзивний фільм Disney+, автором сценарію стала Джен Д'Анджело. У березні 2020 року Адам Шенкман підписав контракт на знімання «Фокус-покус 2» одночасно зі своєю роботою над сіквелом " Зачарованої ".

### Кастинг
1 листопада 2019 Бетт Мідлер, Сара Джессіка Паркер та Кеті Наджімі висловили зацікавленість у повторенні своїх ролей сестриць Сандерсон у сиквелі. У вересні 2020 року з'ясувалося, що Мідлер почала переговори, щоб повернутися у фільм, як Вініфред, і в жовтні 2020 року вона підтвердила, що вона повернеться разом з Паркер і Наджімі. У травні 2021 року було остаточно підтверджено, що Мідлер, Паркер та Наджімі повторять свої ролі сестер Сандерсон. У жовтні 2021 року було оголошено, що Тейлор Хендерсон була обрана на одну з головних ролей. Незабаром після цього повідомлялося, що Сем Річардсон веде переговори про приєднання до акторського складу. У тому ж місяці Тоні Хейл приєднався до акторського складу як мер Салема Джефрі Траске. Повний акторський склад другого плану був підтверджений 31 жовтня 2021, включаючи Ханну Уоддінгем і Дага Джонса, який зіграв Біллі Бутчерсона в оригінальному фільмі.

### Пре-продакшн
29 жовтня 2020 Мідлер заявила, що нарис сюжету для сіквела завершений, який вона разом з Наджімі і Джесікою Паркер оцінила як «досить відмінний». 3 листопада Мідлер розповіла, що продюсери намагаються найняти кілька членів виробничої команди першого фільму, поділившись, що багато в чому успіх першого фільму пов'язаний із роботою закулісної команди. У квітні 2021 року Енн Флетчер замінила Шенкмана в кріслі режисера через його зайнятість в іншому проєкті, хоча він залишиться виконавчим продюсером фільму. У жовтні 2021 року було оголошено, що Джон Дебні, композитор оригінального фільму, повернеться до роботи над продовженням.

### Знімання
Знімання планували розпочати влітку 2021 року в Салемі, Массачусетс. У вересні 2021 року було підтверджено, що декорації для «Фокус-покус 2» будуть побудовані в Лінкольні, Род-Айленд. Знімання розпочали 18 жовтня 2021 року в Провіденсі, Род-Айленд.

## Реліз
«Фокус-покус 2» прем'єра відбулася 30 вересня 2022 на платформі Disney +.